# پادشاهی ته‌بونگ
پادشاهی ته‌بونگ (کره‌ای: 태봉; هانجا: 泰封؛ تلفظ در کره‌ای: [tʰɛ.boŋ]) بین سالهای ۹۰۱ تا ۹۱۸ میلادی پس از تجزیه حکومت شیلا در شبه‌جزیره کره در طول سه پادشاهی پایانی کره شکل گرفت. این حکومت خود را وارث گوگوریو می‌دانست اما با حکومت بالهه رابطه دوستانه و صلح آمیزی نداشت. در آن زمان، ته‌بونگ قدرتمند بود و نیمی از قلمرو سه پادشاهی پایانی کره را در دست داشت، اما گونگ یه شیفته باور بودایی مایتریا شد و در پی ایجاد یک حکومت دینی و اعمال استبداد برآمد. در نتیجه، او سرانجام در سال ۹۱۸ میلادی توسط وانگ گون برکنار شد و پادشاهی ته‌بونگ نابود گردید.

## نام
نام نخست این دولت، گوریو بود. پس از آن به پیشنهاد آجیته، گونگ یه درسال ۹۰۴ میلادی نام دولت را به ماجین (از ماها جیندان) و در نهایت درسال ۹۱۱ میلادی به ته‌بونگ تغییر داد. زمانی که وانگ گون دولت گونگ یه را سرنگون کرد و پادشاهی گوریو را بنیانگذاری کرد، نام اصلی آن را بازسازی کرد.
مورخان برای تشخیص دولت گونگ یه از دولت وانگ گون، این دولت را گوگوریو نو (هوگوگوریو) یا ته‌بونگ، نام نهایی آن می‌نامند.

## تاریخ
طبق افسانه‌ها، گونگ یه پسر پادشاه هونان یا پادشاه گیونگمون بود. یک فالگیر پیشگویی کرد که نوزاد تازه متولد شده برای شیلا فاجعه خواهد آورد، بنابراین پادشاه به خدمتکاران خود دستور داد که او را بکشند. با این حال، دایه او گونگ یه را پنهان کرد و مخفیانه او را بزرگ کرد. او درسال ۸۹۲ میلادی به نیروهای شورشی یانگ کیل پیوست. پادشاهی شیلا، پس از تقریباً یک هزار سال به عنوان یک پادشاهی متمرکز، به سرعت رو به زوال بود و گونگ یه شورش خود را تحریک کرد و نیروهای وانگ گون را در سونگاک جذب کرد. او درسال ۸۹۸ میلادی پایتخت را در سونگاک تأسیس کرد. او سرانجام یانگ کیل و دیگر اربابان نظامی و جنگ سالاران محلی در کره مرکزی را شکست داد و خود را درسال ۹۰۱ پادشاه اعلام کرد.
گونگ یه پایتخت را درسال ۹۰۵ میلادی از سونگاک به چوروون منتقل کرد. ته‌بونگ در اوج خود شامل قلمرویی در استان‌های هوانگهه شمالی و هوانگهه جنوبی، گیونگگی، گانگوون/کانگوون، پیونگ‌یانگ، چونگچونگ شمالی و بخش جنوبی جولا جنوبی بود.
در روزهای آخر عمر، گونگ یه خود را بودا معرفی کرد و به یک ظالم تبدیل شد که هر کس را که مخالف او بود، از جمله همسرش، محکوم به اعدام کرد. در نتیجه، درسال ۹۱۸ میلادی، چهار تن از ژنرال‌های خود - هونگ یو، په هیونگیونگ، شین سونگیوم و پوک چیگیوم، ته‌بونگ را سرنگون کردند و وانگ گون را به عنوان پادشاه ته‌جو منصوب کردند.
به زودی پس از فروپاشی دولت ته‌بونگ، پادشاهی گوریو بنیانگذاری شد. ته‌بونگ از نظر فرهنگی گوریو را تحت تأثیر قرار داد. گونگ یه در اصل یک راهب بودایی بود. او بودیسم را تشویق کرد و آداب مراسم ملی بودایی، از جمله «پالگوانهه (팔관회، 八關會)» و «سوکدونگنونگ (석등롱، 石燈籠، فانوس سنگی)» را تغییر داد. این تغییرات پس از مرگ گونگ یه و فروپاشی ته‌بونگ جان سالم به در برد.

## فهرست پادشاهان ته‌بونگ
| شماره | نام پادشاه | دوره زندگانی (میلادی) | نسبت با پادشاهان پیشین               | دوره حکومت (میلادی) |
| ----- | ---------- | --------------------- | ------------------------------------ | ------------------- |
| ۱     | گونگ یه    | ۸۶۹–۹۱۸               | پسر گیونگمون و بنیانگذار دولت ته‌بونگ | ۹۰۱–۹۱۸             |